# Влахернска црква
Влахерна Црква или Богородичина црква је био православни византијски храм у саставу царске палате у Цариградском предграђу Влахерна близу Златног рога. У њој је успостваљен празник Покрова Пресвете Богородице.

## Историја
Изградњу храма у подножју шестог брда Цариграда, у саставу Цариградских зидина, започела је 450. године, царица Пулхерија, а завршио је након њене смрти цар Маркијан. 473. године из Свете земље је био пренет Покров Пресвете Богородице у Влахернску цркву. Тамо су су уз највеће почасти дочекали патријарх Генадије I Цариградски је Цар Лав I који наредио је да се изгради посебна капела у којој ће покров бити чуван.
Храм је у време царева Јустина I и Јустинијана I привукао велики број ходочасника. У непосредној близини светилишта изграђена је царска палата, која је временом постала главно боравка византијских царева. Влахерна је тако постала средиште византијског прослављања Пресвете Богородице.
Током опсаде града од стране Авара 626. вођа нападача био застрашен угледавши на зидовима лике жене у необичној одећи. Управо у то време је патријарх Сергије у пратњи будућег цара Константина III дуж зидина носио чудотворну икону.
По повратку из борби против Персијанаца цар Ираклије се свечано састаао са патријархом у Влахернској цркви где је предао остатке Часног крста и наредио да се придружи Влахернским светињама.
Верује се да је Богородица Влахернска сачувала Цариград од бројних напада опсада од стране Арапа 718., Руса 864., и Бугара 926. године.
Током опсаде Сарацена - муслимана 910. године, по предању Пресвета Богородица је док су се верни молили у храму, простирала над Цариградом бели покров (омофором). У спомена на овај догађај је успостављен православни празник Покрова Пресвете Богородице.

## Иконоборство
У доба иконоборства Влахернска цркве је као један од центара поштовања икона био центар спорења. У њој је одржан последњи Иконоборачки сабор, где је одлучено да се сви црквени мозаици замене апстрактним приказима флоре и фауне. Чудотворна икона Богородице Влахерне је у то време нестала, да би се појавила тек у време владавине Романа III, када је пронађена скривено под дебелим слојем малтера.
Прве недеље поста након обнове православља 843. године, храм је био домаћин првог празник победе православља. У време цара Константина Порфирогенита у Влахернску цркву донете су нове светиње - Авгарово писмо Исусу и чувени Едески Нерукотворени лик Господњи.

## Модерна црква на месту византијске цркве
Након великог пожара 1070. године, црква је изгорела и након тога изграђена поново, али је задржала поштовање. Ана Комнина описује да је у у својим списима како се покров богородичин сам подигао, откривајући лице Богородице, а дан након тога необјашњиво поново пао.
Током латинске окупације Цариграда храм је опустошен. Цар Јован III Дука Ватац је успео да откупио храм од Латина, али никада више храм није успео да постигне некадашње поштовање.
Дана 29. фебруара, 1434. године црква је поново запаљена и срушена. Није обнављане све до 19. века.
Када је патријарх московски Никон из Истанбула у Москву донео више икона, у једној од њих је патријарх александријски Пајсије је у њој препознао античку Влахерну. Она је изведена у древној техници и вероватно садржи у свом саставу делиће моштију светаца. Ова икона се чува у Третјаковској галерији.